# Mistrzostwa Świata w Lekkoatletyce 1980 – bieg na 3000 m kobiet
Bieg na 3000 metrów kobiet – jedna z konkurencji rozegranych podczas Mistrzostw Świata w Lekkoatletyce w Sittard w Holandii.

## Terminarz
| Data        | Runda      |
| ----------- | ---------- |
| 14 sierpnia | Eliminacje |
| 16 sierpnia | Finał      |

## Rezultaty
| Poz. – pozycja \| CR – rekord mistrzostw \| NR – rekord kraju \| PB – rekord życiowy \| DNS – nie wystartowała |
| SB – najlepszy wynik w sezonie \| AR – rekord kontynentu \| DSQ – dyskwalifikacja                              |
| |

### Eliminacje
Do zawodów zgłoszono 18 zawodniczek z 14 krajów. Biegaczki zostały podzielone na dwie grupy. Aby dostać się do finału, w którym startowało 12 zawodniczek, należało zająć w swym biegu eliminacyjnym jedno z pierwszych pięciu miejsc (Q). Dodatkowo do kolejnej rundy mogły awansować dwie sportsmenki legitymujące się najlepszymi rezultatami wśród przegranych (q).

#### Bieg 1
| Poz. | Zawodniczka        | Reprezentacja     | Czas   | Uwagi |
| ---- | ------------------ | ----------------- | ------ | ----- |
| 1    | Aurora Cunha       | Portugalia        | 9:04,7 | Q     |
| 2    | Charlotte Teske    | RFN               | 9:06,1 | Q     |
| 3    | Ingrid Christensen | Norwegia          | 9:06,4 | Q     |
| 4    | Eva Ernström       | Szwecja           | 9:06,5 | Q     |
| 5    | Geri Fitch         | Kanada            | 9:07,6 | Q     |
| 6    | Mary Shea          | Stany Zjednoczone | 9:09,4 | q     |
| 7    | Anat Meiri         | Izrael            | 9:26,7 |       |
| 8    | Anne Audain        | Nowa Zelandia     | 9:26,8 |       |
| 9    | Brenda Webb        | Stany Zjednoczone | 9:27,6 |       |

#### Bieg 2
| Poz. | Zawodniczka       | Reprezentacja     | Czas    | Uwagi |
| ---- | ----------------- | ----------------- | ------- | ----- |
| 1    | Birgit Friedmann  | RFN               | 9:04,7  | Q     |
| 2    | Breda Pergar      | Jugosławia        | 9:04,9  | Q     |
| 3    | Karoline Nemetz   | Szwecja           | 9:04,9  | Q     |
| 4    | Joelle Debrouwer  | Francja           | 9:05,0  | Q     |
| 5    | Penny Werthner    | Kanada            | 9:05,8  | Q     |
| 6    | Wendy Smith       | Wielka Brytania   | 9:07,3  | q     |
| 7    | Julie Shea        | Stany Zjednoczone | 9:11,4  |       |
| 8    | Fionnuala Morrish | Irlandia          | 9:13,8  |       |
| 9    | Olga Caccaviello  | Argentyna         | 10:01,2 |       |

#### Zbiorcze wyniki eliminacji
| Poz. | Bieg | Zawodniczka        | Reprezentacja     | Czas    | Uwagi |
| ---- | ---- | ------------------ | ----------------- | ------- | ----- |
| 1    | 1    | Aurora Cunha       | Portugalia        | 9:04,7  | Q     |
| 1    | 2    | Birgit Friedmann   | RFN               | 9:04,7  | Q     |
| 3    | 2    | Breda Pergar       | Jugosławia        | 9:04,9  | Q     |
| 4    | 2    | Karoline Nemetz    | Szwecja           | 9:04,9  | Q     |
| 5    | 2    | Joelle Debrouwer   | Francja           | 9:05,0  | Q     |
| 6    | 2    | Penny Werthner     | Kanada            | 9:05,8  | Q     |
| 7    | 1    | Charlotte Teske    | RFN               | 9:06,1  | Q     |
| 8    | 1    | Ingrid Christensen | Norwegia          | 9:06,4  | Q     |
| 9    | 1    | Eva Ernström       | Szwecja           | 9:06,5  | Q     |
| 10   | 2    | Wendy Smith        | Wielka Brytania   | 9:07,3  | q     |
| 11   | 1    | Geri Fitch         | Kanada            | 9:07,6  | Q     |
| 12   | 1    | Mary Shea          | Stany Zjednoczone | 9:09,4  | q     |
| 13   | 2    | Julie Shea         | Stany Zjednoczone | 9:11,4  |       |
| 14   | 2    | Fionnuala Morrish  | Irlandia          | 9:13,8  |       |
| 15   | 1    | Anat Meiri         | Izrael            | 9:26,7  |       |
| 16   | 1    | Anne Audain        | Nowa Zelandia     | 9:26,8  |       |
| 17   | 1    | Brenda Webb        | Stany Zjednoczone | 9:27,6  |       |
| 18   | 2    | Olga Caccaviello   | Argentyna         | 10:01,2 |       |

### Finał
Birgit Friedmann, która nigdy wcześniej nie przebiegła 3000 m poniżej 9 minut, poprawiła swój rekord życiowy i zwyciężyła.

#### Finał
| Poz. | Zawodniczka        | Reprezentacja     | Czas    | Uwagi  |
| ---- | ------------------ | ----------------- | ------- | ------ |
| 1    | Birgit Friedmann   | RFN               | 8:48,05 | CR, PB |
| 2    | Karoline Nemetz    | Szwecja           | 8:50,22 |        |
| 3    | Ingrid Christensen | Norwegia          | 8:58,8  |        |
| 4    | Joelle Debrouwer   | Francja           | 8:59,0  |        |
| 5    | Breda Pergar       | Jugosławia        | 8:59,7  |        |
| 6    | Penny Werthner     | Kanada            | 9:03,5  |        |
| 7    | Charlotte Teske    | RFN               | 9:04,3  |        |
| 8    | Eva Ernström       | Szwecja           | 9:07,7  |        |
| 9    | Aurora Cunha       | Portugalia        | 9:11,2  |        |
| 10   | Mary Shea          | Stany Zjednoczone | 9:13,7  |        |
| 11   | Geri Fitch         | Kanada            | 9:37,6  |        |
| –    | Wendy Smith        | Wielka Brytania   |         | DNF    |